# Cerfontaine (Belgique)
Pour les articles homonymes, voir Cerfontaine.
Cerfontaine (en wallon : Cerfontène) est une commune francophone de Belgique située en Région wallonne dans la province de Namur, ainsi qu'une localité où siège son administration.

## Étymologie
1049 Serfontanis
Source aménagée (latin fontana) sacrée (latin sacra déformé en *ser) (?) ou du cerf (latin *cerui) (?).

## Géographie
Depuis la fusion des communes, le 1er janvier 1977, l'entité de Cerfontaine compte six anciennes communes.

### Communes limitrophes
|                                    | Walcourt                |               |
| Froidchapelle, Boussu-lez-Walcourt | Cerfontaine             | Philippeville |
|                                    | Boussu-en-Fagne, Couvin |               |

### Sections
| # | Nom                  | Superficie. (km²) | Habitants (2020) | Habitants par km² | Code INS |
| - | -------------------- | ----------------- | ---------------- | ----------------- | -------- |
| 1 | Cerfontaine          | 23,92             | 2.015            | 84                | 93010A   |
| 2 | Soumoy               | 6,31              | 189              | 30                | 93010B   |
| 3 | Silenrieux           | 13,45             | 949              | 71                | 93010C   |
| 4 | Daussois             | 7,80              | 577              | 74                | 93010D   |
| 5 | Villers-deux-Églises | 10,07             | 418              | 42                | 93010E   |
| 6 | Senzeille            | 21,90             | 839              | 38                | 93010F   |

### Hydrographie
La localité est située au cœur de l'Entre-Sambre-et-Meuse, sur la ligne de faîte qui sépare les bassins de la Meuse, au sud, et de la Sambre, au nord.
Elle est entourée d’un massif forestier de plusieurs milliers d'hectares, véritable château d'eau où prennent naissance plusieurs rivières :
- l'Eau d'Heure qui, après 4 km d'un parcours agreste, se retrouve prisonnière du plus grand système de barrages du pays, les barrages de l’Eau d’Heure ;
- la Hantes, à la limite de la localité, sur la commune hennuyère de Froidchapelle ;
- la Brouffe au sud, affluent de l'Eau Blanche, qui, un peu plus loin, épouse l'Eau Noire pour former le Viroin et rejoindre la Meuse française à Vireux.

## Démographie
Les habitants portent le sobriquet de sabotîs (les sabotiers) et le village « Cerfontaine au beau clocher » à cause du clocher original de l’église (forme octogonale avec barbacanes ou tabatières).

### Démographie: Avant la fusion des communes
- Source: DGS recensements population

### Démographie: Commune fusionnée
En tenant compte des anciennes communes entraînées dans la fusion de communes de 1977, on peut dresser l'évolution suivante:
Les chiffres des années 1831 à 1970 tiennent compte des chiffres des anciennes communes fusionnées.
- Source: DGS , de 1831 à 1981=recensements population; à partir de 1990 = nombre d'habitants chaque 1 janvier[3]

## Histoire
Le site fut habité comme toute la région dès l'époque néolithique. On y a retrouvé un grattoir de type tardenoisien aux Roches, c'est-à-dire dans un endroit sec surplombant la vallée de l'Eau d'Heure, à proximité d'immenses forêts toujours existantes, ainsi qu'une hache aux Dèrodès (au Platia).
De l'époque romaine date un cimetière d'une vingtaine de tombes de personnages aisés qui y ont vécu vers 150.
En 1049, l'abbé du nouveau monastère de Florennes achète l'alleu de Cerfontaine à son collègue de Mouzon. Jusqu'en 1793, le village fait partie de la principauté de Liège.
Le territoire dépend de trois seigneuries :
- celle des barons de Florennes puis des barons de Pesche ;
- de Saint-Jean appartenant au monastère de Saint-Jean et Saint-Maur à Florennes. En 1754, pour mettre fin à d'interminables frictions entre eux, l'abbé de Florennes et le baron de Pesche tombent d'accord pour échanger la cour de Saint-Jean de Cerfontaine contre les voueries de Soulme et Vodelée, propriétés du baron ;
- la petite seigneurie d'Aubry, relevant du seigneur de Barbençon.

À la maison de Florennes puis de Rumigny-Florennes succèdent les maisons de Lorraine et de Vaudémont. En 1556,la seigneurie revient aux barons de Pesche, les Ghoor, les Millendonck et enfin, les Croÿ-Solre.
En 1793, la région est incorporée au département des Ardennes et à la mi-décembre 1815, après le second traité de Paris, la commune est versée dans la province de Namur.
Au religieux, la paroisse dépend successivement de Liège puis de Metz (depuis le Concordat de 1801 jusqu’en 1822), et enfin, de Namur. La paroisse qui dépendait du « concile » de Florennes (dans l’Ancien Régime) et du doyenné de Philippeville (depuis le Concordat), fait partie depuis 1998 de celui de Walcourt.

### Le tremblement de terre de 1755
Le 1er novembre 1755, un séisme, suivi d’un tsunami, détruisit la ville de Lisbonne en faisant plus de 50 000 victimes. À Cerfontaine, l’eau de la fontaine devint trouble durant deux ou trois jours. Quelques semaines plus tard, nos ancêtres apprennent la catastrophe survenue dans la capitale du Portugal et il ne leur en fallut pas plus pour qu’ils croient que la fontaine communiquait, d’une manière ou d’une autre, à la rade de la Lisbonne.
On note un seul témoignage local, celui d’un certain Jacquemin, cultivateur à Aische-en-Refail (Éghezée) qui signale : « Du tremblement de terre du 1er novembre 1755 ; les secousses ont duré huit minutes. » Par contre, dans le nord de la France, nombreux sont les témoignages écrits de l’époque.

## Héraldique
|  | La commune possède des armoiries octroyées par Arrêté Royal du 18 février 1913. Elles sont inspirées du sceau de justice de 1558, d'Henri de Ghoer, baron de Pesche et seigneur du lieu. Blasonnement : D'argent à une fontaine hexagonale formée d'un bassin en pierre au milieu duquel se dresse un perron d'où découlent deux jets d'eau d'azur, la fontaine accostée à dextre d'un cerf au naturel arrêté s'y abreuvant, chaque ramure de cerf portant cinq andouillers, le tout soutenu d'une terrasse et plantée d'arbres de sinople. Source du blasonnement : Armorial des communes de la province de Namur. |

Le sceau communal a été donné en 1558 par un seigneur honni : il s'était emparé de 600 bonniers (600 ha environ) de bois appartenant à la communauté qu'elle récupère à l'époque française, après 243 années.
Il s'agit d'un sceau parlant, c'est-à-dire qu'il traduit le nom de la commune en un facile rébus : un cerf buvant à la fontaine sur fond de forêts. L'arrêté royal du 18 février 1913 autorise l'utilisation d'un sceau communal d'après le sceau de justice de 1558.

## Politique et administration

### Conseil et collège communal 2024-2030
Ci-dessous, le tableau des résultats des élections communales de 2024.
| Parti | Parti                | Voix (2024) | Voix (2018) | % (2024) | % (2018) | +/-   | Sièges  | +/- | Collège |
| ----- | -------------------- | ----------- | ----------- | -------- | -------- | ----- | ------- | --- | ------- |
|       | LES ENGAGÉS-CITOYENS | 222         | -           | 6,60%    | -        | 0.0 % | 0 / 15  | 0.0 | Non     |
|       | MR-IC                | 2.351       | 2.649       | 69,89%   | 77,19%   | 7.3 % | 12 / 15 | 0.0 | Oui     |
|       | C+ ALTERNATIVE       | 791         | -           | 23,51%   | -        | 0.0 % | 3 / 15  | 3.0 | Non     |
|       | CERF+                | -           | 783         | -        | 22,81%   | 0.0 % | - / 15  | 3.0 | Non     |
| Total | Total                | 3 364       | 3 432       | 100 %    | 100 %    |       | 15      |     |         |

| Collège communal   |                    |         |
| ------------------ | ------------------ | ------- |
| Bourgmestre        | Christophe Bombled | MR - IC |
| 1er Échevin        | Stéphane Hardy     | MR - IC |
| 2e Échevin         | André Chabotaux    | MR - IC |
| 3e Échevine        | Morgane Gobron     | MR - IC |
| Présidente du CPAS | Céline Motte       | MR - IC |

### Jumelages

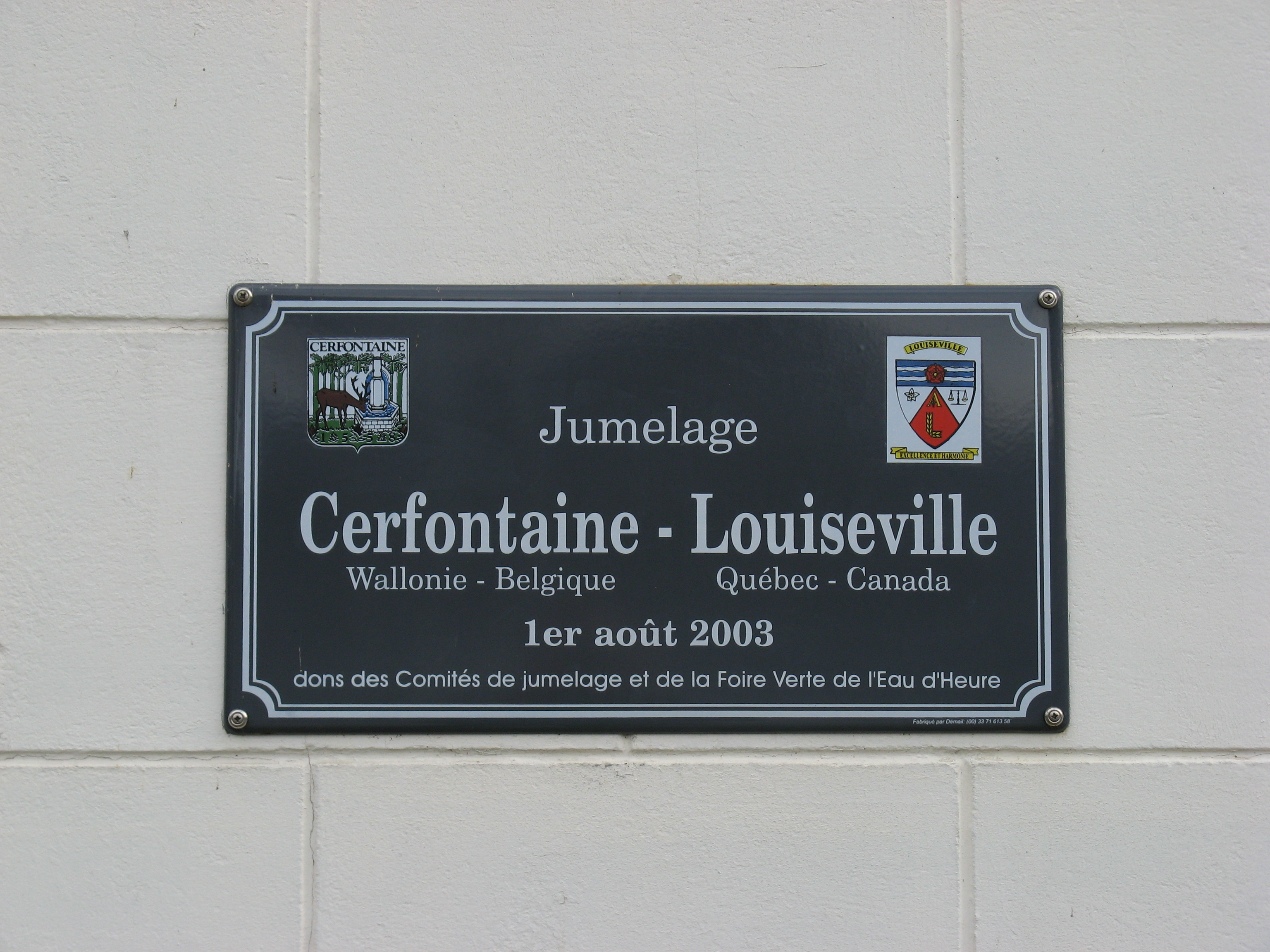
La plaque commémorative du jumelage avec Louiseville.

- Louiseville (Québec)

## Patrimoine et culture

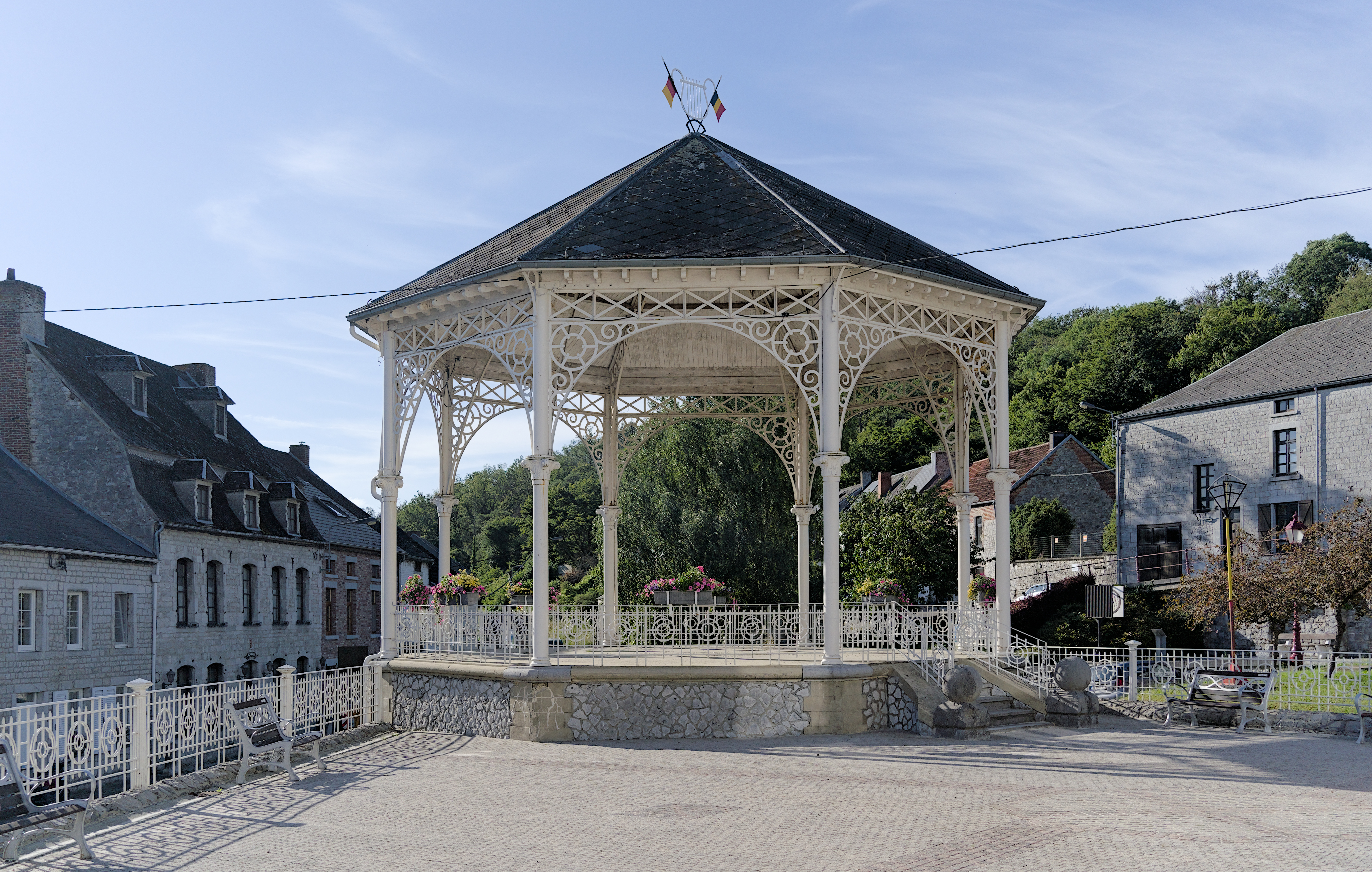
Le kiosque à musique.

### Patrimoine architectural et monuments
- L'église : la commune déboursa au XIXe siècle un quart de million de francs-or pour édifier une imposante église en pierre calcaire du lieu (architecte Jean-Lambert Blandot). De style néo-gothique à trois nefs, elle est dédiée à saint Lambert, 1er évêque de Liège (mort en 705) et possède un clocher octogonal caractéristique. L'église fut consacrée en 1884[8].
- La gare : la deuxième gare a été conservée et classée au patrimoine immobilier. Celle-ci à la particularité d'être bâtie à cheval sur un pont et abritait le Musée de la Vie régionale[9],[10].
- Le kiosque : il fut construit en 1930[11] à côté de l'ancienne chambre de ville (la maison communale) est classé et a été restauré.
- Ancienne maison communale, rue du Moulin. Bâtisse en style néo-classique datant de 1826[11].
- L'ancien moulin qui dépendait de l'abbaye de Florennes et cité dès le XIIe siècle[11].

#### Monuments et stèles commémoratives
- Monument aux morts : il fut inauguré le 28 octobre 1923 à la mémoire des trois soldats tombés au champ d'honneur durant la Première Guerre mondiale. On y a ajouté après la seconde guerre, trois plaques en pierre avec le nom des 22 victimes de la guerre 1940-1945 : quatre prisonniers morts en captivité, six victimes civiles, deux déportés et neuf prisonniers politiques morts en Allemagne ainsi qu'un otage décédé en prison à Charleroi. Avant l'inauguration du monument, la paroisse fit réaliser deux stèles commémoratives en marbre blanc, replacées il y a quelques années dans le fond de l'église[12],[13],[14],[15].
- Monument aux Français : il fut inauguré le 15 août 1977 et porte le nom des 11 soldats français tombés le 14 mai 1940 (attaque du train de troupes) et le 15 (arrivée de la 7e Panzerdivision sous les ordres de Rommel) (le long du barrage de Falemprise, non loin de l'endroit de l'attaque du train)[16],[17]
- Monument aux Américains : il fut inauguré le 15 août 1993 en souvenir de l'équipage du B-17 tombé aux Dèrodès, sur la route de Virelles, le 30 décembre 1943[18].
- Stèle de la chambre de ville de 1826, replacée en 1980 pour le 150e anniversaire du pays.
- Stèle du jumelage avec Louiseville (Québec) à la chambre de ville; jumelage le 1er août 2003.
- Stèle de l'arbre du Centenaire de la Belgique, inaugurée par le syndicat d'initiative le 15 août 1978 : inscrite d'abord sur une plaque métallique, cette mention figure depuis 1993 sur une plaque de pierre scellée dans un bloc de marbre.
- Plaque en pierre sur la façade de la maison natale d'Arthur Balle, folkloriste et dialectologue wallon, auteur notamment du dictionnaire wallon de Cerfontaine ; située Au-delà l'Eau, no 20 [19],[20]
- Stèle du rond-point Arthur Balle inaugurée le mardi 9 juin 1998 au rond-point au bas du Delà l'Eau, à proximité de la gare.
- Stèle du 50e anniversaire de la libération inaugurée le 21 juillet 1994; fixée sur la façade des anciennes écoles communales.
- Stèle de la libération des camps de prisonniers inaugurée en 1995 (même emplacement que la précédente).
- Stèle des rocteûs (carriers en wallon) fixée par le syndicat d'initiative sur un bloc de marbre au tri de la Trinité en souvenir des carriers locaux.
- Plaque du Wôt Fowiya (hêtre géant en wallon), inauguré par l'Acadèmîye des Foyans le jeudi 16 mai 1996 (Ascension), dans l'enclos de l'arbre.

### Culture
On dénombre près de 90 sociétés locales qui proposent : sport, culture, petit élevage, artisanat, goûters d'aînés, etc.
Depuis 1973, le cercle d’histoire de l'ASBL Musée de Cerfontaine a édité 400 cahiers sur l’entité ainsi que sur le centre et le sud de la région dans la collection de la Bibliothèque Historique de l’Entre-Sambre-et-Meuse (BHESM).
En outre, de 1982 à 2014, l’ASBL a également publié 198 bulletins de 4 pages[réf. souhaitée] .
Exposition permanente à la galerie de l’Office du Tourisme.

#### Festivités folklorique
Tous les ans, lors du week-end du 15 août, fifres et tambours résonnent dans le village à l'occasion de la Marche Folklorique en l'honneur de saint Lambert. Celle-ci fut fondée en 1965. Elle est composée de trois corps : la grande marche, en costume du premier empire (et dont l'une des attractions, est le canon d’infanterie en état de marche); la jeune marche, composée d'enfants de 3 à 16 ans, marchant en uniformes du Second empire, et enfin la cavalerie, l'une des plus fournies de l'entre-Sambre-et-Meuse, en costume du Premier empire.

## Galerie

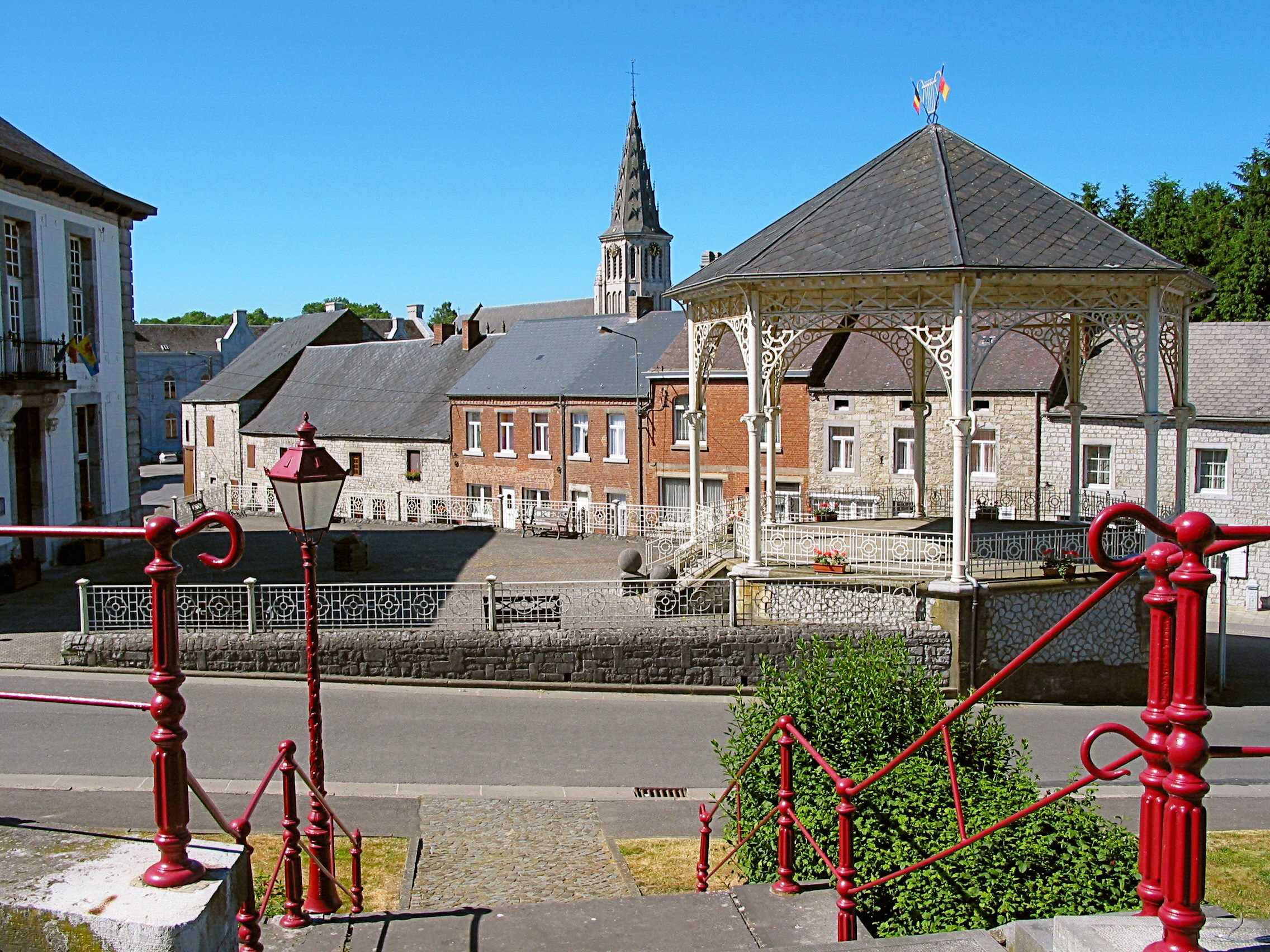
Le kiosque et l'ancienne maison communale.
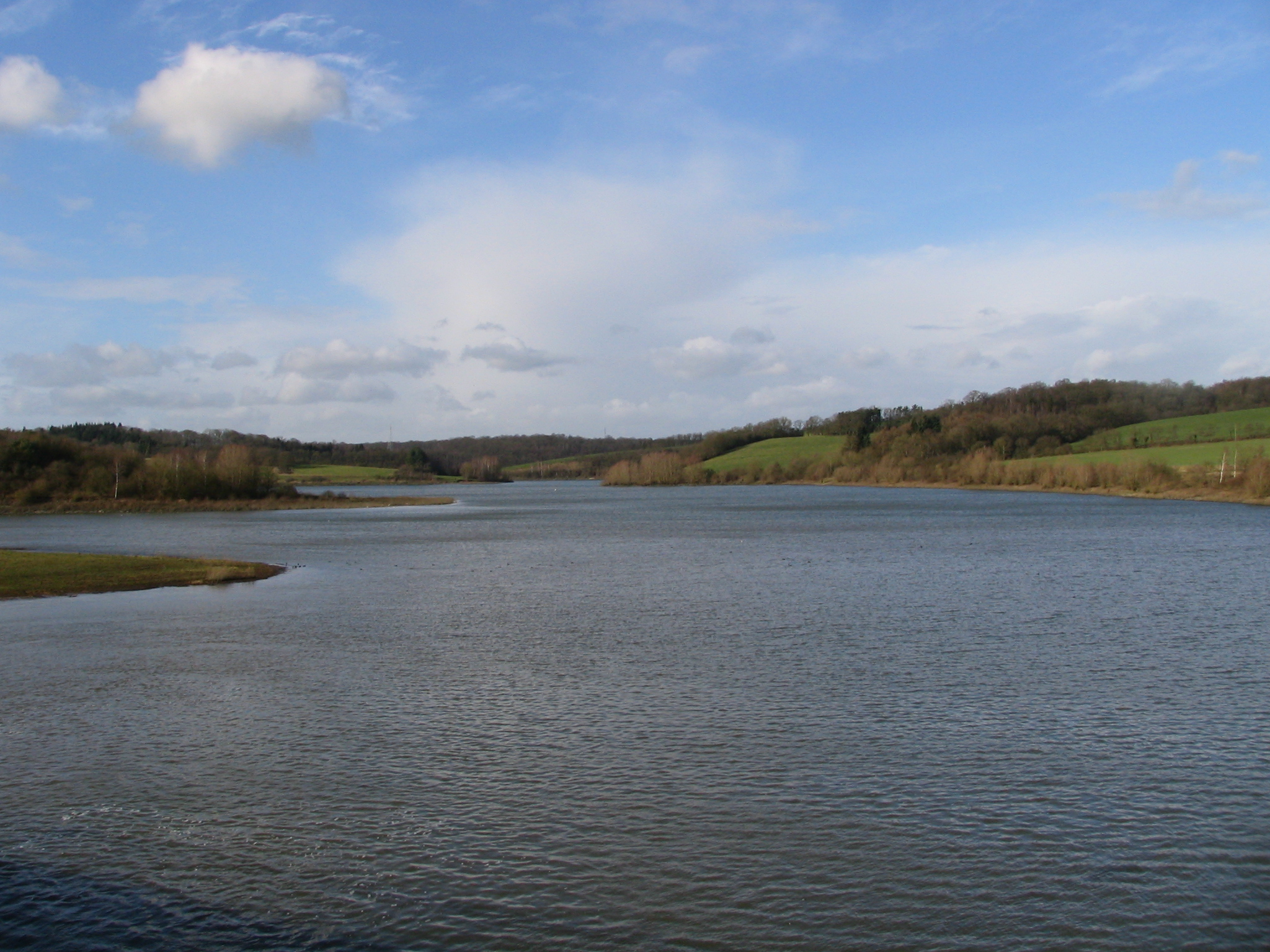
Le lac de l'Eau d'Heure vu du barrage de Falemprise.

## Économie
A la fin du XVIIIe siècle, une carrière de marbre était en pleine exploitation dans le village. Ainsi, entre 1769 à 1784, les livraisons du marbre de Cerfontaine par Pierre Thomas, de Rance, représentaient presque un quart de ses 900 livraisons, vers la France principalement, soit des tables, des tranches, des cheminées et des autels ou garnitures diverses pour les églises.
Du marbre rouge de Cerfontaine se voit encore aujourd'hui dans les cathédrales de Laon et de Soissons, de Notre Dame de Liesse, les abbayes de Saint-Martin de Compiègne (Oise), de Saint-Jean de Vigne à Soissons, et en Belgique, à l’abbaye des Dunes et au collège des Jésuites anglais à Bruges, au refuge de Bonne-Espérance à Mons et à la chapelle de l’Arbrisseau à Salles.
Le palais de Charles de Lorraine à Bruxelles conserve une rosace de 28 marbres de l'époque, dont celui de Cerfontaine.
Cerfontaine est renommée pour ses bois importants (55 % du territoire) et naguère, par ses carrières de pierre bleue et de marbre rouge.
Longtemps, elle fut réputée pour la qualité de ses dentelles et de ses nombreux artisans ruraux : bûcherons, voituriers, scieurs de long, charbonniers de bois ou faudreûs, sabotiers, fabricants de douves ou clapteurs, carriers ou rocteûs…
Aujourd’hui, elle se tourne vers les activités touristiques.

### Le chemin de fer

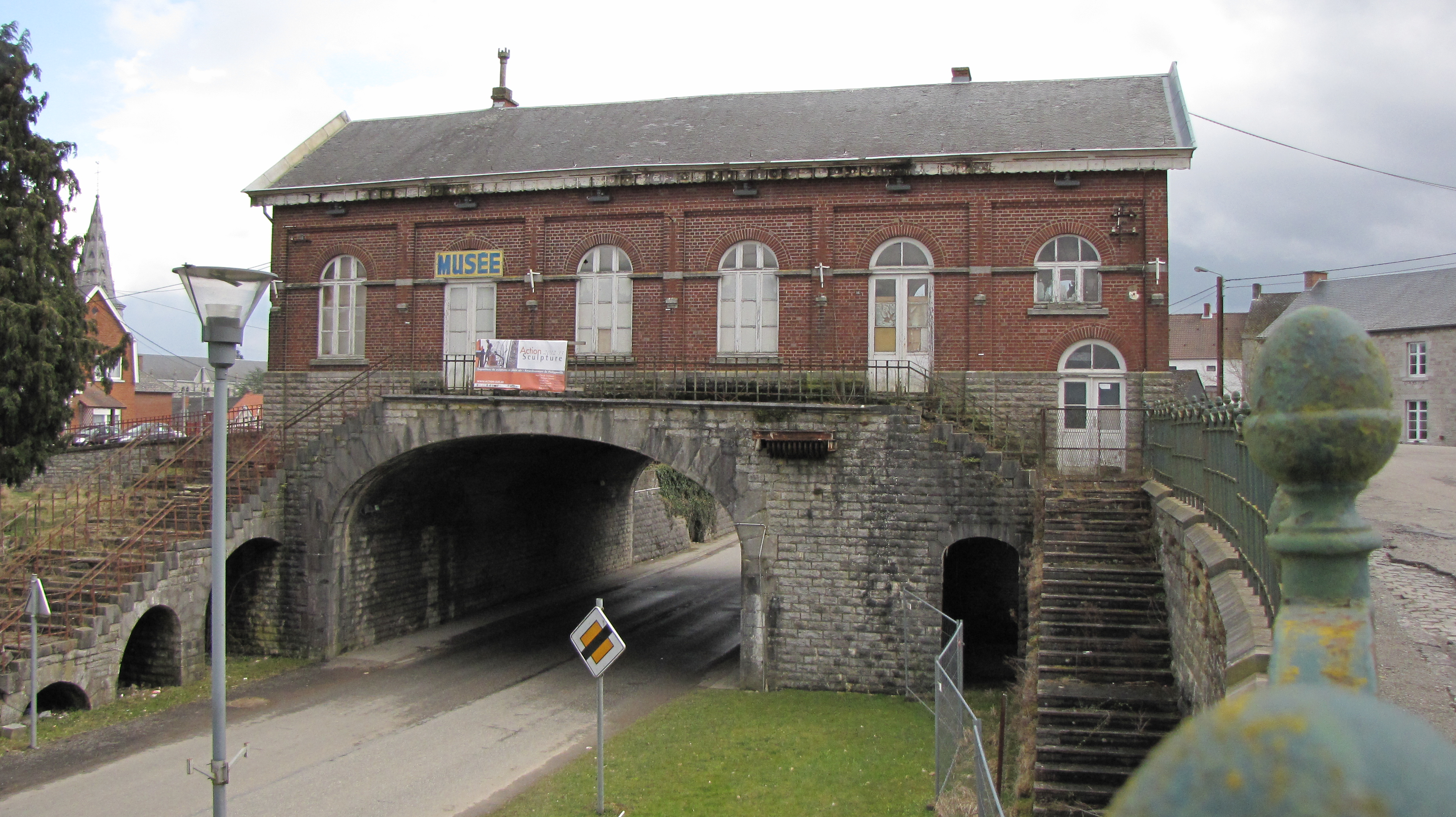
L'ancienne gare.

C’est le 31 décembre 1853 qu’a été inaugurée la section Silenrieux-Cerfontaine du chemin de fer de l'Entre-Sambre-et-Meuse (future ligne 132) et le 8 juin 1854 la section de Cerfontaine à Mariembourg.
Mais auparavant, dès 1831, les milieux économiques de l'époque avaient proposé la création d’un canal depuis l'embouchure de l'Eau d’Heure à Marchienne-au-Pont jusqu’à sa source dans les bois de Cerfontaine. De là, la voie d'eau devait traverser le coteau de partage, partie à ciel ouvert, partie en souterrain, vers la Brouffe et l’Eau Blanche. Quelques chiffres de base : profondeur de l’eau : 1,5 mètre ; largeur des écluses : 2,8 mètres ; longueur des écluses : 20 mètres. Finalement, c’est le chemin de fer qui l'emporte, d’abord jusqu’à Walcourt, au 1er décembre 1848, puis quatre ans plus tard, continuation vers Vireux et la Meuse.
Le dernier train de voyageurs s'est arrêté en gare de Cerfontaine le 30 août 1970 avant la suppression du chemin de fer à cause de la construction des barrages de l'Eau d'Heure (la ligne étant détournée de Walcourt à Neuville).

### Transports

#### Rail
Le chemin de fer est inauguré en 1853 et reliait Charleroi à Vireux en France. La ligne est supprimée en 1970 à la suite de l'édification des barrages sur l'Eau d'Heure.

#### Route
La commune est située non loin de la N5, qui relie Couvin, Philippeville et Charleroi.

#### Aérodrome
Cerfontaine possède un aérodrome essentiellement dévolu à l'aviation légère et de tourisme (code OACI : EBCF).